# Bajantal Sum
Bajantal Sum (mongolisch Баянтал сум, ᠪᠠᠶ᠋ᠠᠨᠲᠠᠯ᠎ᠠ
ᠰᠤᠮᠤ, engl. Bayantal) ist einer der drei Sum des Gobi-Sümber-Aimag in der Mongolei. Die Fläche der Verwaltungseinheit umfasst 916,06 km², 2014 hatte das Gebiet 1.084 Einwohner (Volkszählung 2011). Die zentrale Siedlung Bajantal (Tschoir-2) liegt 240 Kilometer südöstlich der Landeshauptstadt Ulaanbaatar.

## Geschichte
Durch die Resolution Nr. 46 der Staatskonferenz vom 21. Juni 1991 wurde die Verwaltungseinheit ab Juli 1991 vom Verwaltungsgebiet der Stadt Tschoir abgetrennt und nahm 1994 mit neuer Verwaltungsstruktur seine Tätigkeit als Untereinheit des Gobi-Sümber-Aimag auf. Bajantal gliedert sich in zwei Bag, zu ihm gehören der 14., 16. und 18. Dsörlög der Transmongolischen Eisenbahn.
Bajantal grenzt an die Sum Bajan im Töw-Aimag (N) und Tsagaandelger im Dund-Gobi-Aimag und wird im Süden und Osten von dem Sum Sümber mit dem Aimaghauptort Tschoir umschlossen.
| Daten zu    | 2003 | 2004 | 2006  | 2008  | 2010  | 2014 |
| ----------- | ---- | ---- | ----- | ----- | ----- | ---- |
| Bevölkerung | 838  | 755  | 824   | 851   | 864   | 1084 |
| Viehbestand | 5931 | 8462 | 19114 | 22882 | 17922 |      |